# Blygdläppar

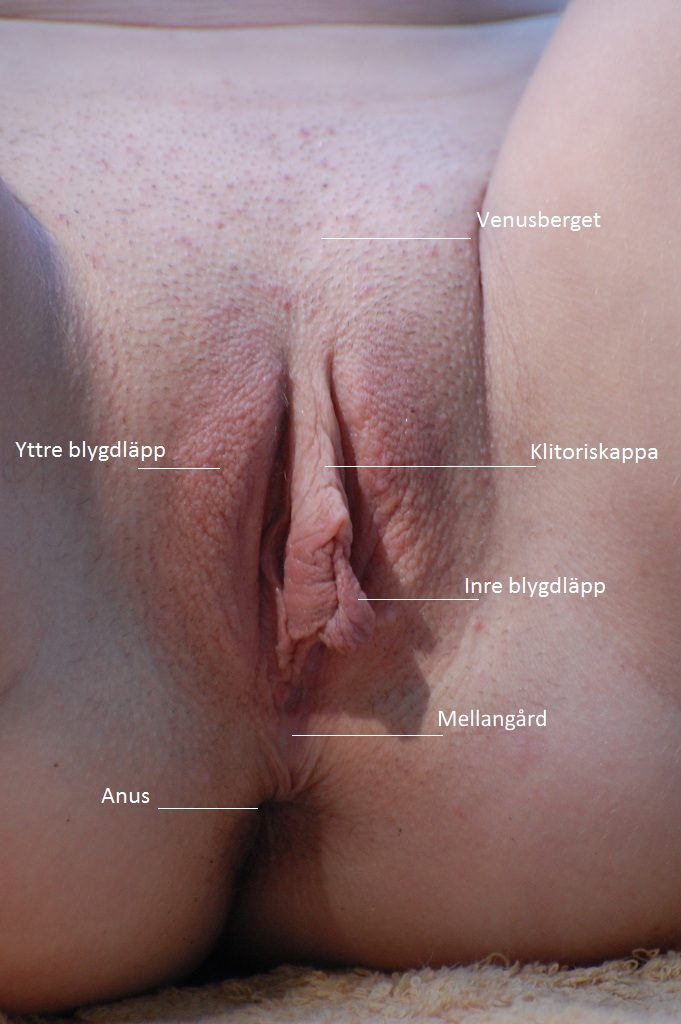
Blygdläppar utan könshår med anatomiska detaljer utmärkta

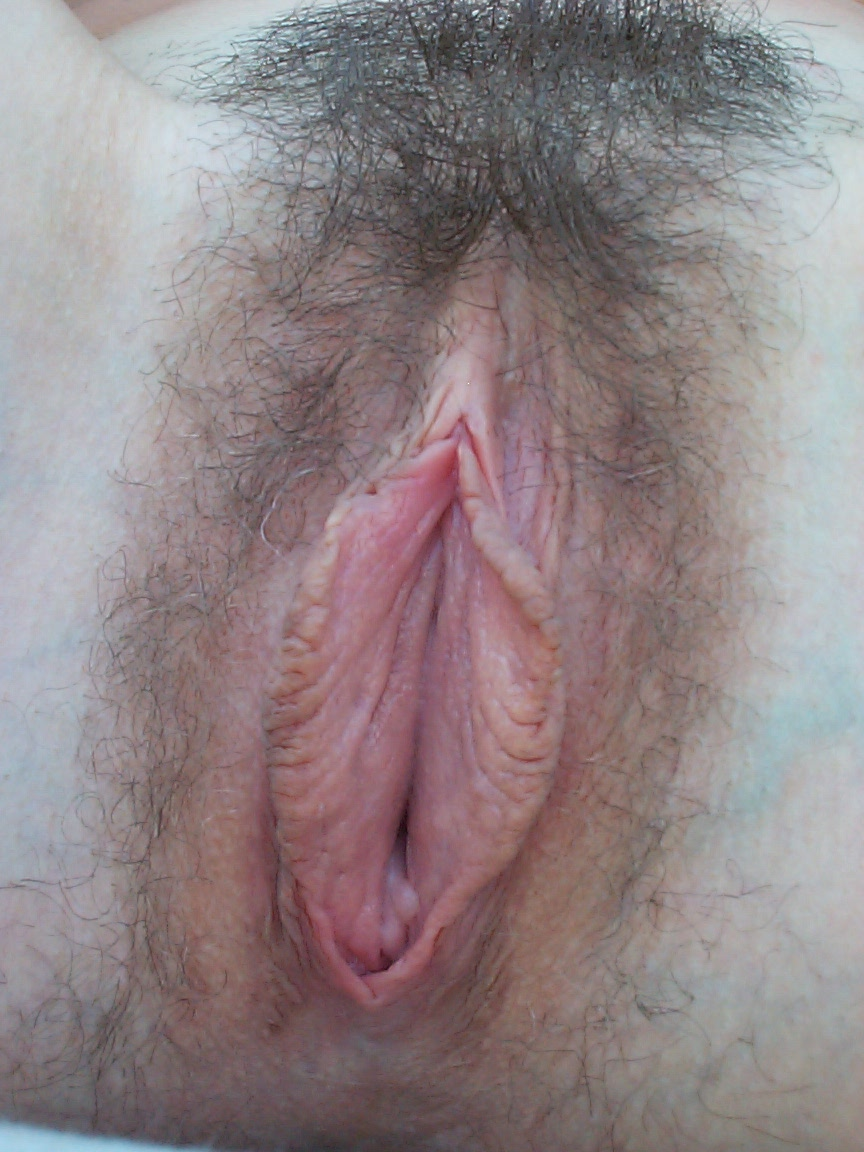
Blygdläppar med könshår.

Blygdläppar (anatomisk benämning Labia; singularis Labium) är de kroppsdelar som skyddar klitoris och vagina mot smuts och skador.
Blygdläpparna är belägna i skrevet, mellan benen.
De består dels av de yttre blygdläpparna (Labia majora; singularis Labium majus), vilka kan liknas vid två parallella, mer eller mindre hårbevuxna "kuddar". Dessa omsluter de inre blygdläpparna (Labia minora; singularis Labium minus), som består av två parallella hudflikar utan hår, som står ut från den kvinnliga kroppen och börjar vid och som en del av klitorishuvan, klitoris förhud över klitorisollonet, och nedåt mot och runt slidöppningen, där de möts igen och slutar strax ovan mellangården.

## Yttre blygdläpparna
De yttre blygdläpparna börjar på venusberget och slutar några centimeter från anus, vid mellangården. De är uppbyggda av fettvävnad, glatt muskulatur och svällkroppsvävnad. Huden har naturligt en del hår på utsidan medan insidan är tunn. Deras funktion är att skydda de inre blygdläpparna och slidan mot nötning och stötar. De yttre blygdläpparna är rika på nervändar och svett- och talgkörtlar. Vid sexuell upphetsning blodfylls de, sväller och blir känsligare för sexuell beröring.

## Inre blygdläpparna
De inre blygdläpparna är tunna hud och slemhinneveck som ligger mot varandra som skydd för slidmynningen och urinrörsmynningen. Den inre och den yttre delen av de inre blygdläpparna avdelas av Harts linje, vilken även är gränsen för förgården. Den inre delen kan vara fuktig och är känsligare för beröring, medan yttre är mer lik vanlig hud. Övre delen av de inre blygdläpparna förenas runt klitorisollonet i klitorishuvan, eller kappan, en slags huva av hud som fungerar som klitoris förhud och skyddar den mot nötning. Vid sexuell upphetsning ökar blodflödet i de inre blygdläpparna, varvid de sväller, ibland till flerdubbel storlek, och säras. Både de inre och de yttre blygdläpparna är starkt erogena zoner.
Storlek och färg på de inre blygdläpparna skiljer mycket mellan olika kvinnor. Den ena kan vara större än den andre, och en eller båda kan sticka ut utanför de yttre blygdläpparna.

## Könsstympning
Vid olika former av kvinnlig könsstympning skärs hela eller delar av de inre blygdläpparna bort och sys ihop – ibland stympas också de yttre blygdläpparna. Denna stympning leder till sexuella problem, liksom problem med urin- och/eller avföringsinkontinens och vid framtida förlossningar.